# 山田章博
山田 章博（やまだ あきひろ、1957年2月10日 - ）は、高知県高知市生まれ、京都府在住の漫画家、イラストレーター。京都精華大学漫画学部客員教授。
高知県立高知西高等学校卒。大阪経済大学経営学部経営学科中退。主に幻想的な内容の作品を得意とし、水墨画のような美しく繊細な絵柄が特徴。アジアを中心に海外でも人気が高い。代表作に『BEAST of EAST』、『ロードス島戦記 ファリスの聖女』、『十二国記』（イラスト）、『ラーゼフォン』（キャラクターデザイン）など。

## 概要
漫画作品も多数発表しているが一般には小説の挿絵、ゲームのキャラクターデザインなどで広く知られている。主な挿絵作品は、小野不由美の『十二国記』シリーズ、水野良の『ロードス島伝説』、宮部みゆきの『ドリームバスター』など。キャラクター・モンスターデザインなどを手掛けたゲーム作品は『ミスティックアーク』『バズー!魔法世界』『MEREMANOID 〜マーメノイド〜』など。
その他、アニメ『ラーゼフォン』のキャラクターデザインや、映画『SHINOBI-HEART UNDER BLADE-』のコンセプトデザインを担当。
もともと目指していた職業は最初から漫画家で、1980年代には妻、森博嗣、ささきすばると同人漫画を執筆していた。画集に掲載された過去の仕事の複数の絵に対し「漫画家の絵」と評している。自身初の個人名義による画集『山田章博画集』の後書きでも、「本職は漫画家、挿絵やイラストは副業といい辛くなる」「自身の人生においてワースト・スリーに入る出来事」と語っており、挿絵師・イラストレーターとして画集を出すことには前向きではなかったことを吐露している。漫画家からイラストレーターとして本格的にデビューするきっかけとなったのは菊地秀行の『ウェスタン武芸帳』から。
森博嗣が小説家としてデビューした後も複数作品でイラストを手がけている。

## 経歴
- 1957年2月10日、高知県高知市「山田毛織」の子息として生まれる[1]。
- 1981年、大学在学中に「ぱだんぱだん」（みのり書房『増刊アウト阿蘭』3号）で漫画家デビュー[2]。
- 1996年、星雲賞アート部門を受賞。

## 作品一覧
※ 新装版はほぼすべてに内容の増補・カット・改訂などあり

### 画集
- すうべにいる -山田章博カラー画戯集（1984年4月、東京三世社）ISBN  4-88570-459-6
  - 新装版（2004年3月、日本エディターズ）ISBN 4-930787-34-3
- ふぁんたすていか -山田章博カラー画戯集（1985年12月、東京三世社）ISBN 4-88570-493-6
  - 新装版（2005年12月、日本エディターズ）ISBN 4-930787-39-4
    - 改訂版（2006年3月、同）ISBN 4-930787-40-8
- Meremanoid art book（1999年11月、新紀元社）ISBN 4-88317-763-7
- 山田章博の世界 ミスティックアーク アートワークス（2000年5月、ソフトバンクパブリッシング）ISBN 4-7973-0940-7
- 山田章博画集（2002年4月、中央公論新社）ISBN 4-12-003263-9
  - 軽装版（2004年4月、同）ISBN 4-12-003523-9
- 山田章博の世界 ラーゼフォン アートワークス（2003年7月、メディアファクトリー）ISBN 4-7973-2316-7
- 山田章博の世界 ファンタジー アートワークス（2005年12月、ソフトバンククリエイティブ）ISBN 4-7973-1983-6
- 山田章博『SHINOBI』コンセプトデザイン画集（2005年9月、講談社）ISBN 4-06-364652-1
- 絵巻眩暈誌BEAST of EAST（2008年3月、幻冬舎コミックス） ISBN 978-4-344-81198-0 ※ ポスターブック
- 「十二国記」画集〈第一集〉久遠の庭（2014年7月31日、新潮社） ISBN 	978-4-10-335931-9

### 単行本
- 人魚變生 -耽美派イマージュ浪漫珠玉集（1982年、東京三世社）
  - 軽装版（?年、1984年 2種）
- BAMBOO HOUSE（1983年、東京三世社）ISBN 4-88570-444-8
- 百花庭園の悲劇（1984年、新書館）ISBN  4-403-61063-3
  - 新装版（1991年7月、青心社）ISBN 4-915333-84-1
- カフェ・ド・マキニカリス（1985年、東京三世社）ISBN 4-88570-474-X
- ラストコンチネント PART1（1986年2月、東京三世社）ISBN 4-88570-496-0
- ラストコンチネント PART2（1988年2月、東京三世社）ISBN 4-88570-539-8
  - ラストコンチネント（2000年6月、日本エディターズ） ISBN 4-930787-15-7 ※上記の東京三世社版2冊を合本にまとめたもの
  - ラストコンチネント 上（2014年7月、幻冬舎）ISBN 978-4-344-83170-4 ※上記の東京三世社版の再版
  - ラストコンチネント 下（2014年9月、幻冬舎）ISBN 978-4-344-83220-6 ※上記の東京三世社版の再版
- 夢の博物誌（1988年1月、東京三世社）ISBN 4-88570-542-8
  - 夢の博物誌a（2001年9月、日本エディターズ） ISBN 4-930787-25-4 ※上記の再版
- 続・夢の博物誌（1988年6月、東京三世社）ISBN 4-88570-551-7
  - 夢の博物誌b（2001年10月、日本エディターズ）ISBN 4-930787-27-0 ※上記の再版
- 紅色魔術探偵団（1989年8月、Gakken）ISBN 4-05-103739-8
  - 新装版（1999年3月、日本エディターズ）ISBN 4-930787-01-7
- おぼろ探偵帖（1991年3月、東京三世社）ISBN 4-88570-597-5
  - 新装版（1999年12月、日本エディターズ）ISBN 4-930787-07-6
- 魔法使いの弟子 悪魔に『小』がつく幾つかの事情（1994年2月、フロム出版）ISBN 4-938752-09-3
- ロードス島戦記 ファリスの聖女I（1994年5月、角川書店）ISBN 4-04-926038-7
  - 新装版（2001年11月、同）ISBN 4-04-853418-1
- ロードス島戦記 ファリスの聖女II（2001年11月、角川書店）ISBN 4-04-853419-X
  - ロードス島戦記 ファリスの聖女 完全版（2015年6月、角川書店）ISBN 978-4041028063（上記のIとIIを合本にし判型を拡大。イラスト集が別冊に付く）
- BEAST of EAST（1998年 - 、スコラ→ソニー・マガジンズ→幻冬舎）『コミックバーガー』→『コミックバーズ』不定期連載中、既刊4巻
  1. （1998年8月、スコラ）ISBN 4-7962-4445-X
    - （2000年7月、ソニー・マガジンズ）ISBN 4-7897-8151-8
    - （2002年9月、幻冬舎）ISBN 4-344-80134-2

  2. （2000年9月、ソニー・マガジンズ） ISBN 4-7897-8296-4
    - （2002年9月、幻冬舎）ISBN 4-344-80135-0

  3. （2007年3月、幻冬舎）ISBN 978-4-344-80925-3
    - 特装版（2007年3月、幻冬舎）ISBN 978-4-344-80924-6

  4. （2011年8月、幻冬舎）ISBN 978-4-344-82295-5
- ボーナス・トラック -山田章博works ニューリミックスヴァージョン（1999年5月、日本エディターズ）ISBN 4-930787-02-5
- 探偵玄居煉太郎 からくり座（2000年 - 2003年、Bstreet→ミステリービィストリート連載。2003年9月、幻冬舎コミックス）ISBN 4-344-80299-3

### 共著
- 山田章博 & ひさうちみちお大全集 —スーパーアートコミック2人集（1984年11月、東京三世社） ISBN 4-88570-475-8 ※2人アンソロジー
- ウィザードリィコミックス ACT2（1994年2月、アスキー）ISBN 4756108733 アンソロジーの一編を執筆。絶版。

### 表紙・挿絵
朝松健 - 著
- 旋風伝 レラ=シウ （GA文庫）
  - 一（2006年1月）ISBN 978-4797333633
  - 二（2006年3月）ISBN 978-4797333640
  - 三（2006年5月）ISBN 978-4797333657

一条理希 - 著
- 鬼童来訪（徳間デュアル文庫）
  - 起の章 （2001年3月）ISBN 4-19-905043-4
  - 導の章 （2001年9月）ISBN 4-19-905073-6
  - 蓬莱の章 （2001年12月）ISBN 4-19-905089-2

大野木寛 - 著
- 夢幻界戦記シリーズ （C★NOVELS Fantasia）
  1. 琥珀の歌（1992年8月、大陸書房）ISBN 4-8033-4236-9
    - （1993年10月）ISBN 4-12-500258-4

  2. 死の歌（1993年11月）ISBN 4-12-500262-2
  3. 愛の歌（1994年3月）ISBN 4-12-500277-0

- ラーゼフォン（MF文庫J）
  1. （2002年7月）ISBN 4-8401-0598-7
  2. （2002年8月）ISBN 4-8401-0615-0
  3. （2002年10月）ISBN 4-8401-0653-3
  4. （2002年12月）ISBN 4-8401-0687-8
  5. （2003年2月）ISBN 4-8401-0719-X

小沢章友 - 著
- ドラゴン殺し（1996年1月、メディアワークス）ISBN 978-4-07-304177-1
- 三国志（講談社青い鳥文庫）
  1. 飛龍の巻 （2008年12月）ISBN 978-4-06-285068-1
  2. 風雲の巻 （2009年2月）ISBN 978-4-06-285077-3
  3. 激闘の巻 （2009年4月）ISBN 978-4-06-285089-6
  4. 火炎の巻 （2009年7月）ISBN 978-4-06-285100-8
  5. 大願の巻 （2009年9月）ISBN 978-4-06-285113-8
  6. 流星の巻 （2009年12月）ISBN 978-4-06-285130-5
  7. 死生の巻 （2010年2月）ISBN 978-4-06-285139-8

- 三国志英雄列伝（2011年4月、講談社青い鳥文庫）ISBN 978-4-06-285204-3
- おもしろい話が読みたい!(ワンダー編)（2010年6月、講談社青い鳥文庫）ISBN 978-4-06-216216-6
  - 三国志英雄列伝 曹操の巻 －最強将軍の誕生－

- 西遊記（2013年3月、講談社青い鳥文庫）ISBN 978-4-06-285347-7

押井守 - 著
- GARM WARS 白銀の審問艦（2015年4月、エンターブレイン）ISBN 978-4-04-730419-2

小野不由美 - 著
- 魔性の子（1991年9月、新潮文庫）ISBN 4-10-124021-3
- 十二国記シリーズ（講談社X文庫ホワイトハート）
  - 月の影 影の海（上） （1992年6月）ISBN 4-06-255071-7
  - 月の影 影の海（下） （1992年7月）ISBN 4-06-255072-5
  - 風の海 迷宮の岸（上） （1993年3月）ISBN 4-06-255114-4
  - 風の海 迷宮の岸（下） （1993年4月）ISBN 4-06-255120-9
  - 東の海神 西の滄海 （1994年6月）ISBN 4-06-255168-3
  - 風の万里 黎明の空（上） （1994年8月）ISBN 4-06-255175-6
  - 風の万里 黎明の空（下） （1994年9月）ISBN 4-06-255178-0
  - 図南の翼 （1996年2月） ISBN 4-06-255229-9
  - 黄昏の岸 暁の天（上） （2001年5月）ISBN 4-06-255546-8
  - 黄昏の岸 暁の天（下） （2001年5月）ISBN 4-06-255550-6
  - 華胥の幽夢 （2001年9月） ISBN 4-06-255573-5

カイ・マイヤー - 著、山崎恒裕 - 訳
- 七つの封印（ポプラ社）
  1. 大魔術師の帰還 （2003年3月）ISBN 4-591-07490-0
  2. 悪魔のコウノトリ （2003年4月）ISBN 4-591-07618-0
  3. 廃墟のガーゴイル （2003年5月）ISBN 4-591-07631-8
  4. 黒い月の魔女 （2003年6月）ISBN 4-591-07747-0
  5. 影の天使 （2003年8月）ISBN 4-591-07809-4
  6. 黒死病の悪霊 （2003年10月）ISBN 4-591-07833-7
  7. 深海の魔物たち （2003年12月）ISBN 4-591-07881-7
  8. マンドラゴラの恐怖 （2004年2月）ISBN 4-591-07934-1
  9. 異界への扉 （2004年3月）ISBN 4-591-07962-7
  10. 月の妖魔 （2004年3月）ISBN 4-591-08081-1

  - 千年のかなた 七つの封印・外伝 （2003年7月）ISBN 4-591-07779-9

竹河聖 - 著
- 暗黒竜神シリーズ（ハルキノベルズ）
  - 海竜神の聖堂 （1999年12月）ISBN 4-89456-241-3
  - 海竜神の陰謀 （2000年6月）ISBN 4-89456-255-3
  - 海竜神の誓い （2001年10月）ISBN 4-89456-283-9

- 神宝潮流シリーズ（ハルキノベルズ）
  - 魔海への船出 （2003年10月）ISBN 4-7584-2021-1
  - 魔界の島 （2004年12月）ISBN 4-7584-2041-6

- 異人街変化機関 （2006年4月、富士見書房）ISBN 4-8291-7602-4

田中芳樹 - 著
- マヴァール年代記〈全〉 （2002年4月、創元推理文庫）ISBN 4-488-59201-5
- バルト海の復讐 （2004年11月、光文社 カッパ・ノベルス）ISBN 4-334-07588-6

七尾あきら - 著
- 幻妖草子 西遊記（角川スニーカー文庫）
  - 地怪編 （2000年2月）ISBN 4-04-418104-7
  - 天変編 （2000年4月）ISBN 4-04-418105-5

水野良 - 著
- ロードス島伝説（角川スニーカー文庫）
  1. 亡国の王子 （1994年8月）ISBN 4-04-460415-0
  2. 天空の騎士 （1996年7月）ISBN 4-04-460416-9
  3. 栄光の勇者 （1997年4月）ISBN 4-04-460417-7
  4. 伝説の英雄 （1998年3月）ISBN 4-04-460418-5
  5. 至高神の聖女（2002年10月）ISBN 4-04-460427-4

  - 永遠の帰還者 （1999年12月）ISBN 4-04-460422-3

宮部みゆき - 著
- ドリームバスター（徳間書店）
  1. （2001年11月）ISBN 4-19-861442-3
  2. （2003年3月）ISBN 4-19-861651-5
  3. （2006年6月）ISBN 4-19-862139-X
  4. （2007年5月）ISBN 978-4-19-862327-2

- ブレイブ・ストーリー（角川文庫・旧版）
  1. （2006年5月）ISBN 4-04-361111-0
  2. （2006年5月）ISBN 4-04-361112-9
  3. （2006年5月）ISBN 4-04-361113-7

森博嗣 - 著
- まどろみ消去 （1997年7月、講談社ノベルス）ISBN 4-06-181970-4
  - （2000年7月、講談社文庫）ISBN 4-06-264936-5

- Zシリーズ（光文社 カッパ・ノベルス）
  - ZOKU （2004年10月）ISBN 4-334-07585-1
  - ZOKUDAM （2008年7月）ISBN 978-4-334-07674-0

- 探偵伯爵と僕 （2004年4月、講談社 ミステリーランド）ISBN 4-06-270570-2
  - （2007年11月、講談社ノベルス）ISBN 978-4-06-182568-0

- カクレカラクリ （2008年7月、講談社ノベルス）ISBN 978-4-06-182595-6
- 銀河不動産の超越 （2009年9月、講談社ノベルス）ISBN 978-4-06-182670-0

日向理恵子 - 著
ほるぷ出版版
- 火狩りの王〈一〉春ノ火（2018年12月）ISBN　978-4-593-10022-4
- 火狩りの王〈二〉影ノ火（2019年5月）ISBN 978-4-593-10073-6
- 火狩りの王〈三〉牙ノ火（2019年11月）ISBN 978-4-593-10074-3
- 火狩りの王〈四〉星ノ火（2019年9月）ISBN 978-4-593-10206-8
- 火狩りの王 〈外伝〉野ノ日々（2022年12月）ISBN 978-4-593-10207-5

KADOKAWA角川文庫版
- 火狩りの王 〈一〉春ノ火（2022年11月）ISBN　978-4-04-112888-6
- 火狩りの王 〈二〉影ノ火（2022年12月）ISBN 978-4-04-112889-3
- 火狩りの王 〈三〉牙ノ火（2023年1月）ISBN 978-4-04-112890-9
- 火狩りの王 〈四〉星ノ火（2023年2月）ISBN 978-4-04-112891-6
- 火狩りの王 〈外伝〉野ノ日々（2023年3月）ISBN 978-4-04-112892-3

他、多数

### キャラクターデザイン
- バズー!魔法世界（1993年）
- ガイアポリス（1993年）※ 正確にはイメージイラスト。キャラクターデザイン自体はコナミ在籍時代のShuzilow.HAの手による
- 疾風魔法大作戦（1994年）
- ミスティックアーク（1995年）
- 悪魔城ドラキュラXX（1995年）
- テラ ファンタスティカ（1996年）
- MEREMANOID 〜マーメノイド〜（1999年）
- ミスティックアーク まぼろし劇場（1999年）
- 西遊記（1999年）コーエーがゲーム化したもののキャラクターデザイン
- フロントミッション3（1999年）メインキャラクターデザイン
- 武林群侠傳（2001年）
- 三國群侠傳（2002年）
- 十二国記（2002年）[6]
- ラーゼフォン（2002年）TVアニメーション
- ラーゼフォン 多元変奏曲（2003年）上記作品の劇場版
- VANITY of VANITIES（2014年）オンラインゲーム
- ファイアーエムブレム ヒーローズ（2017年）
- WOWOWオリジナルアニメ火狩りの王(2023年)キャラクター原案[7]

### その他
- 星界物語（1983年11月） 絵物語 ISBN 4-915333-13-2
- 星界物語2 -ザイン篇-（1984年12月）ISBN 4-915333-17-5
- 星界物語3 -魔宮篇-（1989年8月）ISBN 4-915333-54-X
- WOLF'S RAIN 月の書（2003年）
- 山田章博 『十二国記』カレンダー（2005年11月）ISBN 978-4063579635
- 山田章博 『十二国記』ポストカードブック （2006年9月、講談社X文庫ホワイトハート）ISBN 4-06-255911-0
- ディメンション・ゼロ カードイラスト （2006年）
- スカルマン 設定協力（2007年）
- ギア-GEAR- イメージイラスト提供（2012年）、衣装デザイン（2013年）
- 仮面ライダー鎧武/ガイム クリーチャーデザイン（2013年-2014年）
- ファイナルファンタジーXI 蝕世のエンブリオ（2020年-）イメージイラスト[8]